# راز قصر وحشت
راز قصر وحشت ، یک رمان کارآگاهی آمریکایی است که توسط رابرت آرتور جونیور نوشته شده‌است این نخستین کتاب از مجموعه " سه کارآگاه " است.

## سینمایی
فیلمی براساس این کتاب در ۱۹ مارس ۲۰۱۰ توسط دیزنی اکس‌دی پخش شد.